# パレスチナ中央評議会
パレスチナ中央評議会（パレスチナちゅうおうひょうぎかい、Palestinian Central Council（PCC）はPLO中央評議会（PLO Central Council）としても知られ、パレスチナ解放機構（PLO）の組織の一つである。PCCはパレスチナ民族評議会（PNC）が閉会中に政策決定を行う。PCCはPNCとパレスチナ解放機構執行委員会の連携を行う。PCCはPNCにより選出され、PNC議長が議長を務める。PCCは現在PLO執行委員会やPNC、PLCなどのパレスチナ組織からの委員124名で構成されている。
2013年1月5日、パレスチナ当局の政府と議会が前もってPCCに権限を委任することを決定したと発表された。

## 参照
1. ↑  PALESTINIAN ORGANISATIONS Archived 2015年4月1日, at the Wayback Machine.
2. ↑  PLO Central Council Members
3. ↑  PLO’s Central Council to Discuss Changes